# Haiti na Letních olympijských hrách 2008
Haiti se účastnilo Letních olympijských her 2008 a zastupovalo ho 7 sportovců ve 3 sportech (3 muži a 4 ženy). Vlajkonošem výpravy byl judista Joel Brutus. Nejmladší z výpravy byla Barbar Pierre, které bylo v době konání her 21 let. Nejstarším z výpravy byl Joel Brutus, kterému bylo v době konání her 34 let. Nikomu z výpravy se během her nepodařilo získat medaili.

## Pozadí
Pro Haiti byla účast na hrách v Pekingu jeho čtrnáctou olympijskou účastí. Během těchto olympijských startů se haitským sportovcům podařilo vyhrát pouze jednu stříbrnou (v roce 1928) a jednu bronzovou (v roce 1924) medaili a tento počet medailových úspěchů se nezměnil ani po hrách v Pekingu.

## Disciplíny

### Atletika
Nejvíce zástupců mělo Haiti v atletických běžeckých soutěžích. V nich startoval překážkář Dudley Dorival, čtvrtkařka Ginou Etienne, překážkářka Nadine Faustin-Parker a sprinterka Barbara Pierreová.
32letý rodák z New Jersey reprezentující Haiti Dudley Dorival startoval v Pekingu na svých třetích olympijských hrách. Do rozběhu závodu na 110 m překážek nastoupil 17. srpna 2008 a trať zaběhl v čase 13,78 sekundy. Ve svém rozběhu tak skončil sedmý a do čtvrtfinále postoupil díky dosaženému času. Ve čtvrtfinále se 19. srpna Dorival představil ve třetím běhu a s časem 13,71 sekundy skončil opět na sedmé pozici, kdy překonal pouze diskvalifikovaného reprezentanta Bahrajnu. Tento výkon na postup do semifinále nestačil a Dorival se celkově umístil na 25. místě.
23letá Ginou Etienne startovala v Pekingu na svým prvních olympijských hrách. 16. srpna 2008 nastoupila do rozběhu závodu žen na 400 metrů. Zaběhla čas 53,94 sekundy a skončila ve svém běhu šestá. Tento výkon na postup nestačil a z 50 startujících atletek se umístila na 41. místě.
Překážkářka Nadine Faustin-Parker pocházející z Bruselu startovala v závodu na 100 m překážek. Start v Pekingu byl její třetí olympijskou účastí. Do rozběhu nastoupila 17. srpna 2008 a mezi jejími soupeřkami v rozběhu byla i budoucí olympijská vítězka Dawn Harperová. Faustin-Parker závod dokončila s časem 13,25 sekundy, který stačil na šesté místo, ale postup do čtvrtfinále si jím nezajistila. Celkově se z 40 startujících atletek umístila na 29. místě.
Pro 21letou Barbaru Pierreovou byla účast na hrách v Pekingu jejím olympijským debutem. Do rozběhu závodu na 100 m nastoupila 16. srpna 2008, a to do desátého rozběhu. V rozběhu skončila čtvrtá s časem 11,52 sekundy. Umístila se tak na 30. pozici z 85 startujících sprinterek a na čas postoupila do čtvrtfinále. V něm startovala v pátém běhu a zaběhla čas 11,56 sekundy a skončila pátá. Tento čas na postup do semifinále nestačil a celkově se umístila na 31. místě.
| Sportovec             | Disciplína     | Rozběh | Rozběh | Čtvrtfinále | Čtvrtfinále | Semifinále   | Semifinále   | Finále       | Finále       | Pořadí |
| Sportovec             | Disciplína     | Čas    | Pořadí | Čas         | Pořadí      | Čas          | Pořadí       | Čas          | Pořadí       | Pořadí |
| --------------------- | -------------- | ------ | ------ | ----------- | ----------- | ------------ | ------------ | ------------ | ------------ | ------ |
| Dudley Dorival        | 110 m překážek | 13,78  | 7. q   | 13,71       | 7.          | nepostoupil  | nepostoupil  | nepostoupil  | nepostoupil  | 25.    |
| Sportovkyně           | Disciplína     | Rozběh | Rozběh | Čtvrtfinále | Čtvrtfinále | Semifinále   | Semifinále   | Finále       | Finále       | Pořadí |
| Sportovkyně           | Disciplína     | Čas    | Pořadí | Čas         | Pořadí      | Čas          | Pořadí       | Čas          | Pořadí       | Pořadí |
| Ginou Etienne         | 400 m          | 53,94  | 6.     | N/A         | N/A         | nepostoupila | nepostoupila | nepostoupila | nepostoupila | 41.    |
| Nadine Faustin-Parker | 100 m překážek | 13,25  | 6.     | N/A         | N/A         | nepostoupila | nepostoupila | nepostoupila | nepostoupila | 29.    |
| Barbara Pierreová     | 100 m          | 11,52  | 4. q   | 11,56       | 5.          | nepostoupila | nepostoupila | nepostoupila | nepostoupila | 31.    |

### Box
V boxu se z Haiti kvalifikoval pouze Azea Augustama, který startoval v polotěžké váze do 81 kg. Pro 25letého boxera to byla jeho první olympijská účast. Svému soupeři Brazilci Washingtonu Silvovi se postavil 9. srpna 2008. Augustama souboj prohrál se skóre 2:6 a do dalších kol nepostoupil.
| Sportovec      | Disciplína              | 1/32                        | 1/16        | Čtvrtfinále | Semifinále  | Finále      |
| Sportovec      | Disciplína              | Soupeř                      | Soupeř      | Soupeř      | Soupeř      | Soupeř      |
| -------------- | ----------------------- | --------------------------- | ----------- | ----------- | ----------- | ----------- |
| Azea Augustama | Polotěžká váha do 81 kg | Washington Silva PROHRA 2–6 | nepostoupil | nepostoupil | nepostoupil | nepostoupil |

### Judo
V judu reprezentovali Haiti v Pekingu dva sportovci. Pro vlajkonoše výpravy 34letého Joela Brutuse byla účast v Pekingu jeho druhým olympijským startem. Závodil v kategorii mužů nad 100 kg. V předkole, které se konalo 15. srpna 2008, se Brutus postavil jihokorejskému reprezentantovi Kim Song-pomovi. Brutus v souboji nebyl úspěšný a do dalších kol nepostoupil.
Pro 23letou Ange Jean Baptiste byla účast na hrách v Pekingu jejím olympijským debutem. Startovala v kategorii žen do 57 kg. Její soupeřkou byla kubánská judistka Yurisleidys Lupeteyová, se kterou Baptiste prohrála a do dalších kol nepostoupila.
| Sportovec          | Disciplína      | Předkolo                      | 1/32                                    | 1/16         | Čtvrtfinále  | Semifinále   | Opravy 1     | Opravy 2     | Opravy 3     | Finále/BM    | Pořadí |
| Sportovec          | Disciplína      | Výsledek                      | Výsledek                                | Výsledek     | Výsledek     | Výsledek     | Výsledek     | Výsledek     | Výsledek     | Výsledek     | Pořadí |
| ------------------ | --------------- | ----------------------------- | --------------------------------------- | ------------ | ------------ | ------------ | ------------ | ------------ | ------------ | ------------ | ------ |
| Joel Brutus        | Muži nad 100 kg | Kim Song-pom PROHRA 0000–1001 | nepostoupil                             | nepostoupil  | nepostoupil  | nepostoupil  | nepostoupil  | nepostoupil  | nepostoupil  | nepostoupil  |        |
| Sportovkyně        | Disciplína      | Předkolo                      | 1/32                                    | 1/16         | Čtvrtfinále  | Semifinále   | Opravy 1     | Opravy 2     | Opravy 3     | Finále/BM    | Pořadí |
| Sportovkyně        | Disciplína      | Výsledek                      | Výsledek                                | Výsledek     | Výsledek     | Výsledek     | Výsledek     | Výsledek     | Výsledek     | Výsledek     | Pořadí |
| Ange Jean Baptiste | Ženy do 57 kg   | N/A                           | Yurisleidys Lupeteyová PROHRA 0000–0111 | nepostoupila | nepostoupila | nepostoupila | nepostoupila | nepostoupila | nepostoupila | nepostoupila |        |